# Berkeley Software Distribution
Berkeley Software Distribution (BSD) é um sistema operacional Unix com desenvolvimento derivado e distribuído pelo Computer Systems Research Group (CSRG) da Universidade da Califórnia em Berkeley, de 1977 a 1995. Hoje o termo "BSD" é frequentemente usado de forma não específica para se referir a qualquer descendente que juntos, formam uma ramificação da família Unix-like de sistemas operacionais. Sistemas operacionais derivados do código do BSD original ainda são ativamente desenvolvidos e largamente utilizados.
Historicamente, o BSD ou Berkeley Unix foi considerado uma ramificação do Unix da AT&T, porque compartilhou a base de dados inicial e o projeto original. Nos anos de 1980, o BSD foi largamente adotado por fornecedores de sistemas de estação de trabalho na forma de variantes proprietárias de Unix como DEC, ULTRIX e o SunOS da Sun Microsystems . Isto pode ser atribuído à facilidade com que ele pode ser licenciado, além da familiaridade que os fundadores de muitas empresas de tecnologia da época tinham com ele.
Embora estes derivados proprietários do BSD foram amplamente superados pelo UNIX System V Release 4 e o OSF / 1, sistemas da década de 1990 (sendo que ambos incorporaram código BSD e são a base de outros sistemas Unix modernos), mais tarde os lançamentos BSD forneceram uma base para vários  projetos de desenvolvimento de código aberto, por exemplo: FreeBSD, OpenBSD, NetBSD, Darwin ou PC-BSD, que estão em contínuo desenvolvimento. Estes, por sua vez foram incorporados, no todo ou em parte, em sistemas operacionais proprietários modernos, como por exemplo o conjunto de protocolos de Internet TCP/IP, código de rede em Windows NT 3.1 e também da maioria dos OS X da Apple's e iOS.

## História

Simplificada evolução dos sistemas Unix. Não foram mostrados: Junos, PlayStation 3 system software e outros forks proprietários.

### BSD 1 (PDP-11)
As primeiras distribuições do Unix da Bell Labs em 1970 incluíram o código fonte para o sistema operacional, habilitando os pesquisadores em universidades a modificar e estender o Unix. O sistema operacional surgiu em Berkeley em 1974, a pedido do professor de Ciência da Computação Bob Fabry que havia estado no comitê do programa para o Symposium on Operating Systems Principles onde o Unix foi apresentado pela primeira vez. Um PDP-11/45 foi vendido para rodar o sistema, mas, por razões orçamentais, esta máquina foi compartilhada com os grupos de Matemática e Estatística em Berkeley, que usaram RSTS, de modo que o Unix funcionava somente oito horas por dia na máquina (às vezes durante o dia, às vezes durante a noite). Um maior computador, o PDP-11/70 foi instalado em Berkeley no ano seguinte, usando o dinheiro do projeto de banco de dados Ingres.
Também em 1975, Ken Thompson chegou à Berkeley como professor visitante. Ele ajudou a instalar o Unix Versão 6 e começou a trabalhar com Pascal para implementação do sistema. Alunos de graduação como Chuck Haley e Bill Joy melhoraram o Pascal de Thompson e implementaram um editor de textos melhorado: o ex. Outras universidades se interessaram pelo software em Berkeley, e assim em 1977, Joy começou a compilar a primeira Berkeley Software Distribution (BSD 1), que foi lançado em 9 de março de 1978. O BSD 1 foi um "add-on" para a versão 6 do Unix em vez de um sistema operacional completo por si mesmo. Cerca de trinta cópias foram vendidas.

### BSD 2 (PDP-11)
O segundo BSD, lançado em maio de 1979, incluiu versões atualizadas do BSD 1, bem como dois novos programas de Joy que persistem no Unix até os dias de hoje: o editor de textos vi, um editor visual do ex e o C Shell. Cerca de 75 cópias do BSD 2 foram enviadas por Bill Joy. Uma outra característica foi um pacote de rede chamado Berknet, desenvolvido pela Eric Schmidt como parte da tese de seu trabalho de mestrado, que pode conectar até vinte e seis computadores e e-mail fornecidos, além de transferência de arquivos.
Depois que o BSD 3 (veja abaixo) saiu para a linha de computadores VAX, novos lançamentos do BSD 2 para o PDP-11 ainda foram emitidos e distribuídos através de USENIX; por exemplo, de 1982, a versão 2.8.1 do BSD incluiu uma coleção de correções para problemas de desempenho na Versão 7 do Unix, e em versões posteriores continham ports de mudanças dos lançamentos baseados no VAX de BSD, voltados para a arquitetura do PDP-11. A versão do BSD 2.9 de 1983 incluiu código do BSD 4.1c, e foi considerado o primeiro lançamento de sistema operacional completo (um Unix V7 modificado) em vez de um conjunto de aplicativos e patches. O mais recente lançamento, o BSD 2.11, foi emitido pela primeira vez em 1992. A partir de 2008, as atualizações de manutenção de voluntários ainda estão em andamento, com o patch 448 sendo lançado em 17 de junho de 2012.

### BSD 3

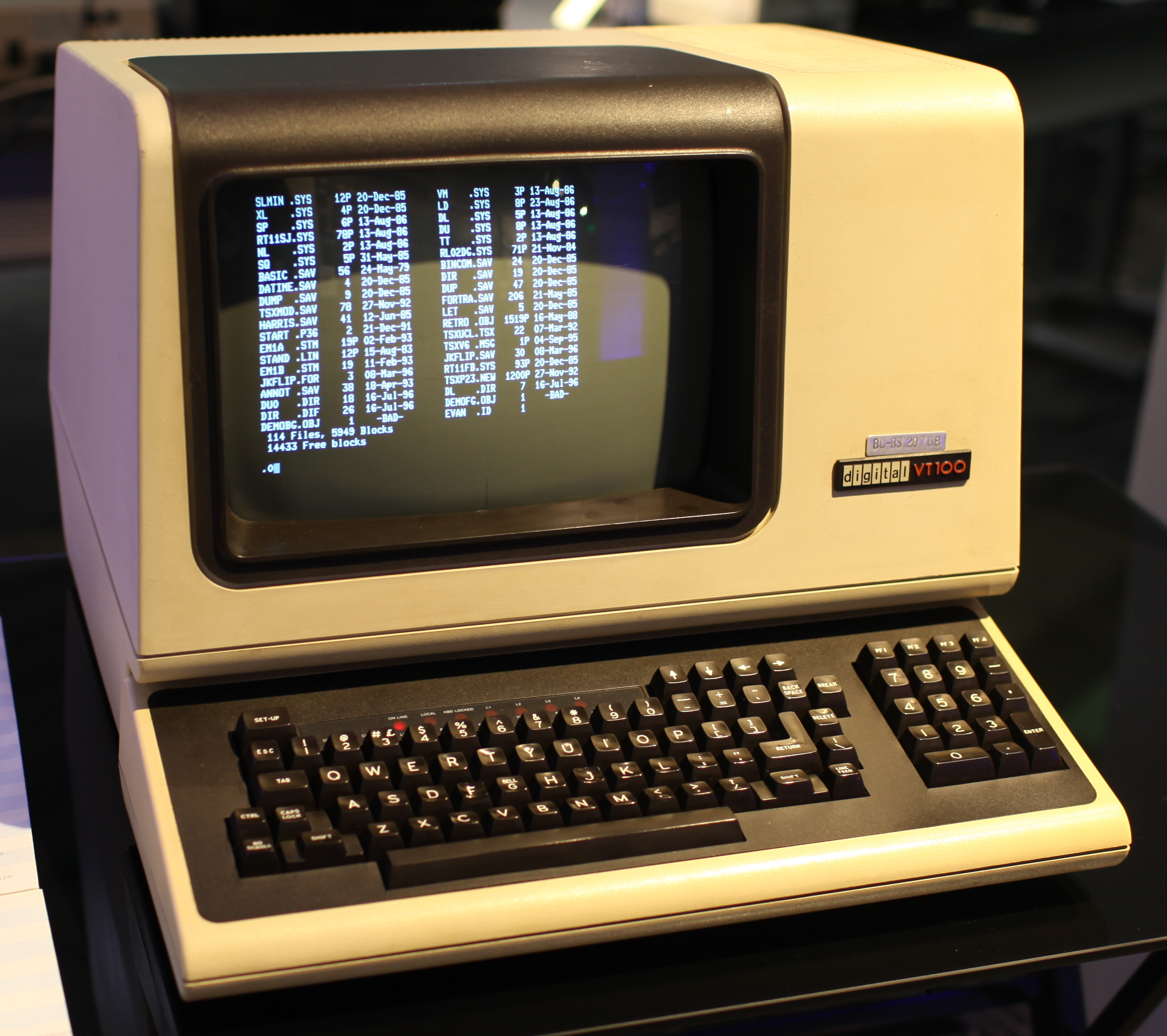
O terminal DEC VT100, largamente utilizado pelo Unix timesharing

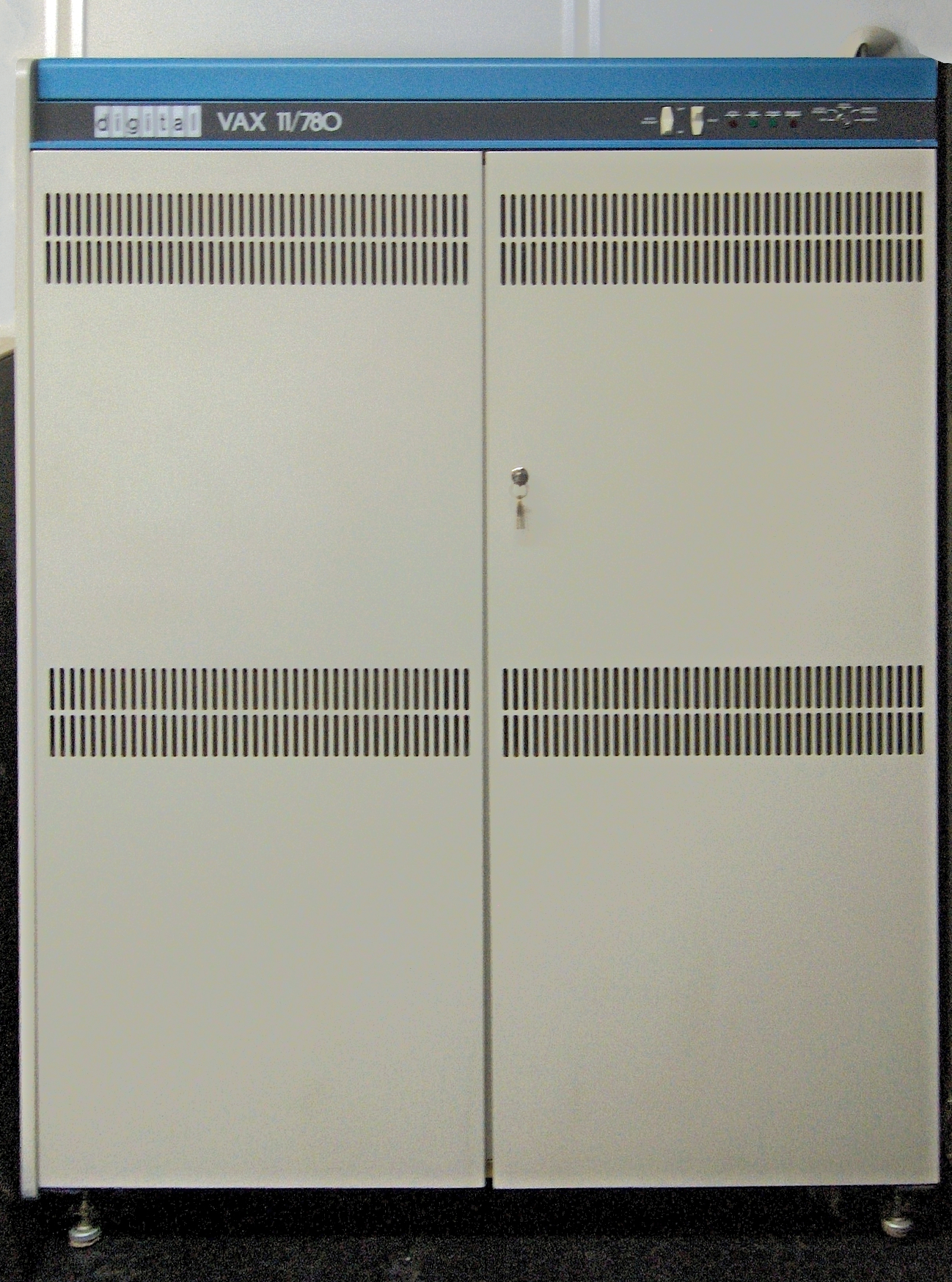
O VAX-11/780, um típico minicomputador usado nos primórdios dos sistemas BSD com compartilhamento de tempo.

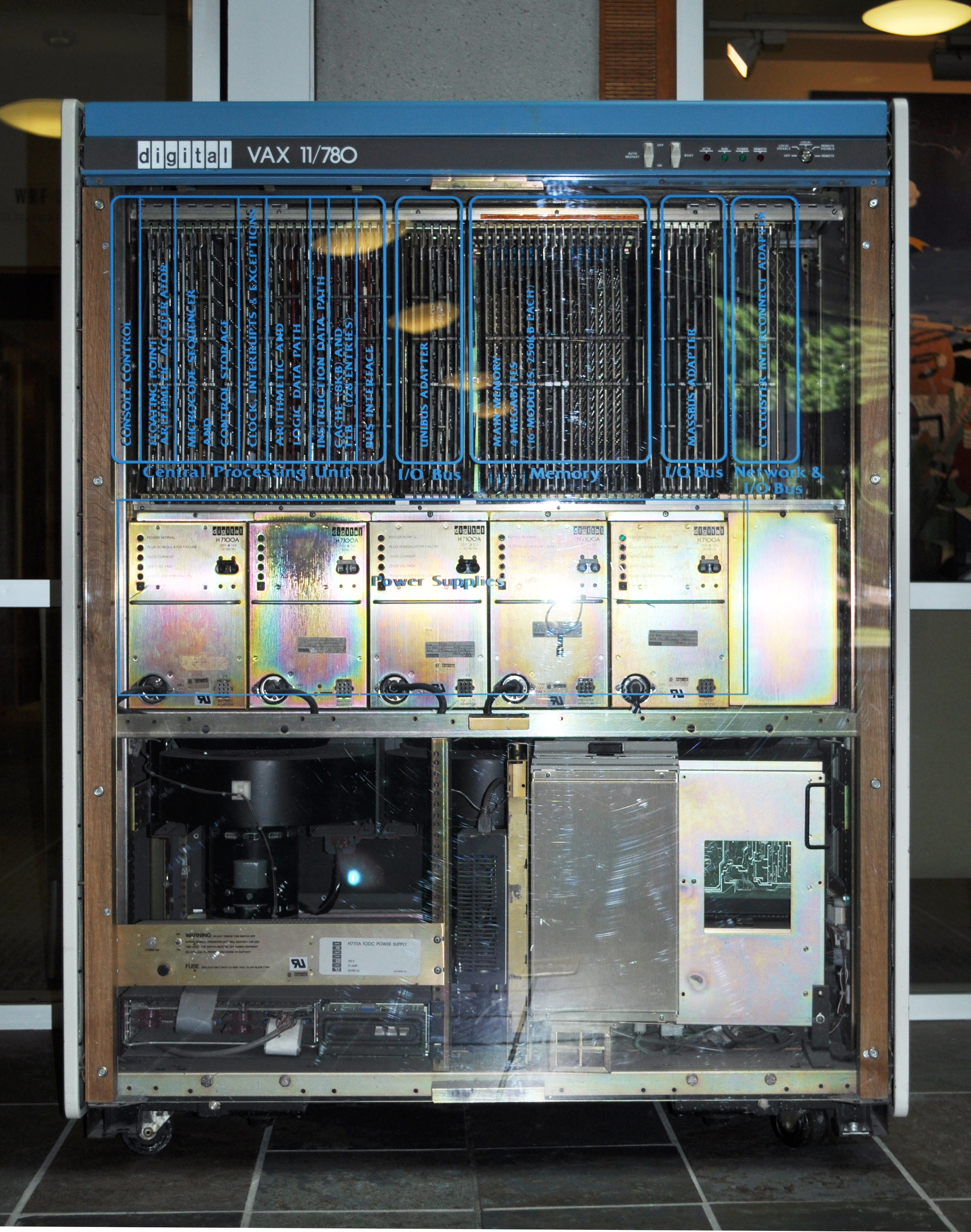
Parte interna de um VAX-11/780

Um computador VAX foi instalado em Berkeley em 1978, mas o port do Unix para a arquitetura VAX, o UNIX/32V, não tirou vantagem das capacidades de memória virtual do VAX. O kernel do 32V foi amplamente reescrito por estudantes de Berkeley que incluía uma implementação de memória virtual e um sistema operacional completo incluindo o novo kernel, ports de utilidades do BSD 2 para o VAX, e as utilidades do 32V também foram lançadas como BSD 3, no final de 1979. O BSD também foi alternativamente chamado de Virtual VAX/UNIX ou VMUNIX (para memórias virtuais Unix), e as imagens do Kernel do BSD eram conhecidas como /vmunix até o BSD 4.4.
O sucesso do BSD 3 foi um maior fator na decisão do Defense Advanced Research Projects Agency's (DARPA) em financiar o Berkeley's Computer Systems Research Group (CSRG), no qual desenvolveram uma plataforma Unix padrão para a futura pesquisa do DARPA no Berkeley's Computer Systems Research Group.

### BSD 4
O BSD 4 foi lançado em novembro de 1980 oferecendo um número de melhorias sobre o BSD 3, notavelmente um job control no csh lançado previamente, além do delivermail (o antecedente do sendmail), além de "confiáveis" sinais e a biblioteca de programação do Curses. Em 1985 num review de lançamento do BSD, John Quarterman, escreveu:
Citação: O BSD4 foi o sistema operacional escolhido para os VAX desde o início até o lançamento do System III (1979–1982) [...] A maioria das organizações comprarão uma licença 32V na disposição do BSD4 de Berkeley sem nunca se preocuparem em obter uma fita de 32V. Muitas instalações no interior do Bell System rodam BSD 4.1 (e muitos outros rodarão o BSD 4.2).

### BSD 4.1
O BSD na versão 4.1 foi lançado em junho de 1981 e foi uma resposta ao criticismo de performance relativa aos BSDs nos sistemas operacionais dos VAX da época, o VMS. O kernel do BSD 4.1 foi sistematicamente sintonizado pelo Bill Joy até que ele obtivesse uma performance semelhante ao VMS nos benchmarks. O lançamento deveria ter sido chamado de BSD 5, mas depois de objeções da AT&T o nome foi mudado; a AT&T temia confusão com o UNIX System V.

### BSD 4.2
Foi lançado em agosto de 1983, levou mais de 2 anos para ser implementado e continha várias e grandes reparações. Antes de seu lançamento oficial vieram três versões intermediárias: a  4.1a  que incorporava uma versão preliminar modificada de Bolt, Beranek e Newman da BBN do TCP IP; O 4.1b que incluia o novo UFS, implementado por Marshall Kirk McKusick; e o 4.1c que foi uma liberdade provisória durante os últimos meses de desenvolvimento do BSD 4.2. De volta à Bell Labs, o BSD 4.1c se tornou a base da oitava edição de Research Unix, e uma versão suportada comercialmente era disponível a partir do mtXinu.
Para orientar a concepção do BSD 4.2, Duane Adams do DARPA formou um "comitê de direção" que consiste em: Bob Fabry, Bill Joy e Sam Leffler a partir da UCB, Alan Nemeth e Rob Gurwitz da BBN, Dennis Ritchie da Bell Labs, Keith Lantz de Stanford, Rick Rashid da Carnegie-Mellon, Bert Halstead do MIT, Dan Lynch do ISI e Gerald J. Popek da UCLA. A comissão reuniu-se a partir de abril de 1981 à junho de 1983.
Além do UFS, foram aceites várias características de colaboradores externos, incluindo as quotas de disco e controle de trabalho. A Sun Microsystems, elaborou testes em suas máquinas Motorola 68000, antes da liberação, assegurando a portabilidade do sistema.
O lançamento oficial do BSD 4.2 veio em agosto de 1983. Foi notável como a primeira versão lançada após o início, em 1982, Bill Joy cofundador da Sun Microsystems; Mike Karels e Marshall Kirk McKusick assumiram funções de liderança dentro do projeto a partir desse ponto em diante. Em uma nota mais leve, ele também marcou a estreia do mascote do BSD em um desenho feito por John Lasseter que apareceu na capa dos manuais impressos distribuídos por USENIX.

### BSD 4.3

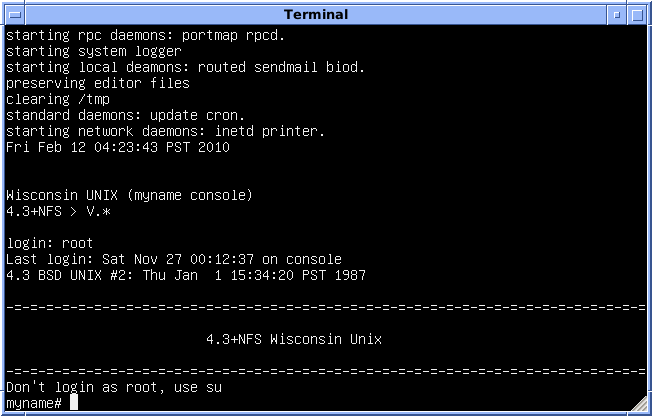
"UNIX BSD versão 4.3" da Universidade de Wisconsin, circa 1987. Inicialização do sistema e login.

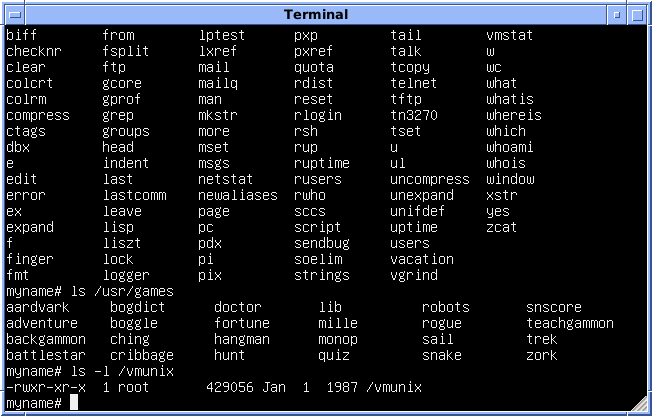
BSD 4.3 da Universidade de Wisconsin. Navegando em "/usr/ucb" e "/usr/games"

A versão 4.3 foi lançada em junho de 1986. Suas principais mudanças foram para melhorar o desempenho de muitas das novas contribuições do BSD 4.2 que não tinha sido tão fortemente afinadas como o código do BSD 4.1. Antes do lançamento, a implementação do BSD de TCP/IP havia divergido consideravelmente de implementações oficiais da BBN. Depois de vários meses de testes, o DARPA determinou que a versão BSD 4.2 foi superior e permaneceria no BSD 4.3.
Após o BSD 4.3, foi determinado que o BSD iria afastar-se da antiga plataforma VAX. O Power 6/32 platforma de codinome "Tahoe" desenvolvido pela Computer Inc. Consoles parecia promissor na época, mas foi abandonado por seus desenvolvedores pouco depois. No entanto, o port do BSD 4.3-Tahoe em junho de 1988, foi valiosa, uma vez que levou a uma separação de máquina dependente e também código independente de máquina no BSD que iria melhorar a portabilidade futura do sistema.
Além de portabilidade, o CSRG trabalhou em uma implementação do OSI uma pilha de protocolos de rede, melhorias no sistema de memória virtual do kernel e (com Van Jacobson do LBL) novos algoritmos TCP/IP para acomodar o crescimento da internet.
Até então, todas as versões do BSD incorporavam código proprietário do Unix da AT&T e foram, portanto, sujeitas a uma licença de software AT&T. Licenças de código-fonte tornaram-se muito caras e vários grupos de terceiros expressaram interesse em uma versão separada do código de rede, que tinha sido desenvolvido completamente fora da AT&T e portanto não estaria sujeito ao requisito de licenciamento. Isso levou ao Networking Release 1 (Net/1), que foi feito disponível para não-licenciados do código AT&T e foi redistribuído livremente, nos termos da licença BSD. E foi lançado em junho de 1989.
O BSD 4.3-Reno veio no início de 1990. Era uma versão provisória durante o desenvolvimento precoce do BSD 4.4, e sua utilização foi considerada uma "aposta", daí a denominação após o centro de jogos de azar de Reno, Nevada. Esta versão foi explicitamente se movendo em direção à conformidade POSIX, e, segundo alguns, longe da filosofia BSD (como o POSIX é muito baseado no System V, e o Reno foi bastante inchado em  comparação às versões anteriores). Entre os novos recursos estiveram um Sistema de Arquivos de Rede NFS implementada pela Universidade de Guelph e apoio para a gama de computadores HP 9000, originários da Universidade de Utah, o port "HPBSD".
Em agosto de 2006, a revista InformationWeek classificou o BSD 4.3 como  "O Maior Software Jamais Escrito". Eles comentaram: "o BSD 4.3 representa o único grande suporte teórico da Internet."

### Net/2 e Problemas Legais

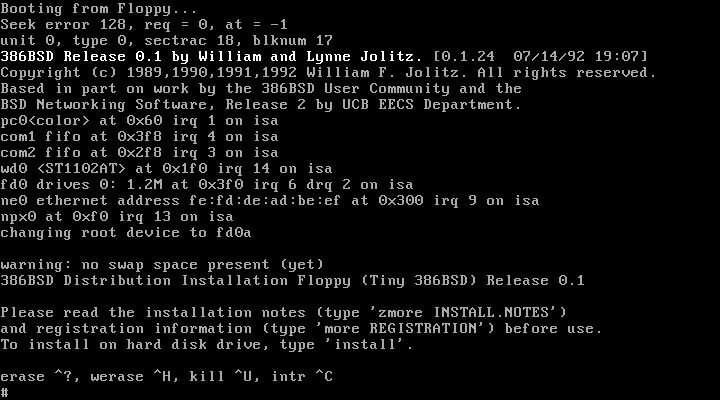
Instalação do 386BSD. Foi um port inicial do BSD para a arquitetura Intel 80386.

Depois do Net/1, um dos desenvolvedor do BSD Keith Bostic propôs que mais seções não-AT&T do sistema BSD fossem liberadas sob a mesma licença como Net/1. Para este fim, ele iniciou um projeto para reimplementar a maioria dos programas do NetBSD sem usar o código AT&T. Por exemplo, o vi, que tinha sido baseado na versão original do Unix ed, foi reescrita como nvi (novo vi). No prazo de dezoito meses, todos os utilitários AT&T tinham sido substituídos, e determinou-se que apenas alguns arquivos da AT&T permanecessem no kernel. Esses arquivos foram removidos, e o resultado foi o lançamento em junho de 1991, o Networking Release 2 (Net/2), um sistema operacional quase completo que foi distribuído gratuitamente.
O Net/2 foi a base para dois ports separados do BSD para a arquitetura Intel 80386: o livre 386BSD por William Jolitz e o proprietário BSD/386 (mais tarde renomeado como BSD/OS) por Berkeley Software Design (BSDi). O 386BSD foi de curta duração, mas tornou-se a base de código inicial dos projetos NetBSD e FreeBSD que foram iniciados pouco depois.
A BSDi logo se viu em problemas legais com a subsidiária da AT&T Unix System Laboratories (USL), em seguida, os donos do System V copyright e a marca Unix. A ação USL v. BSDi foi ajuizada em 1992 e levou a uma liminar sobre a distribuição do Net 2 até que a validade das reivindicações de direitos autorais do USL nos fontes pudessem ser determinadas.
A ação desacelerou o desenvolvimento de software livre dos descendentes do BSD por quase dois anos, enquanto o seu estatuto jurídico estava em questão, e como sistemas de resultado com base no kernel Linux, o que não tem essa ambiguidade legal, ganharam maior apoio. Apesar de não ser lançado até 1992, o desenvolvimento do 386BSD antecedeu o de Linux. Linus Torvalds disse que se o 386BSD ou o GNU Hurd não estivessem disponíveis no momento, ele provavelmente não teria criado o Linux.

### BSD 4.4 e Seus Descendentes
A ação foi estabelecida em janeiro de 1994, em grande parte, em favor da Berkeley. Dos 18.000 arquivos na distribuição Berkeley, apenas três tiveram que ser removidos e 70 modificados para mostrar avisos de direitos autorais da USL. Uma outra condição do acordo foi que USL não iria apresentar novas ações judiciais contra usuários e distribuidores do código de Berkeley detido na próxima versão: o BSD 4.4. Marshall Kirk McKusick resume o processo e seu resultado:
Citação: Foi alegado que foi copiado código e que houve roubo de segredos comerciais. O código real infrator não foi identificado por quase dois anos. O processo poderia ter se arrastado por muito mais tempo, mas é fato de que a Novell comprou a USL da AT&T e buscou uma solução. No final, foram removidos três arquivos de 18.000 que compunham a distribuição, e um número de mudanças menores foram feitas a outros arquivos. Além disso, a Universidade concordou em adicionar direitos de autor da USL a setenta arquivos, com a estipulação de que estes continuem a ser redistribuídos livremente.
Em junho de 1994, o BSD 4.4 foi lançado em duas formas: a distribuição livre 4.4 BSD-Lite que não continha nenhuma fonte AT&T, enquanto a versão 4.4 BSD-Encumbered estava disponível, como versões anteriores, tinha sido só para licenciados da AT&T.
A versão final de Berkeley foi em 1995 do BSD 4.4-Lite Release 2, após o CSRG ser dissolvido e o desenvolvimento do BSD em Berkeley ter cessado. Desde então, diversas variantes baseadas direta ou indiretamente no BSD 4.4-Lite (como o FreeBSD, NetBSD, OpenBSD e o DragonFly BSD) foram mantidos.
Além disso, a natureza permissiva da licença BSD tem permitido que muitos outros sistemas operacionais, tanto livres quanto proprietários, tenham código BSD incorporado. Por exemplo, o Microsoft Windows tem utilizado código derivado do BSD na sua implementação de TCP/IP. e pacotes recompilados de versões BSD de ferramentas de redes de interpretador de comando desde o Windows 2000. Também o Darwin, o sistema no qual o Mac OS X da Apple é construído, é um derivado do BSD 4.4-Lite2 e FreeBSD. Vários sistemas operacionais comerciais de UNIX, tal como o Solaris, também contêm quantidades variáveis de código BSD.

## Relacionamento com Research Unix
Começando com a oitava edição, versões de pesquisa Unix na Bell Labs tinham uma estreita relação com o BSD. Isso começou quando o BSD 4.1c para o VAX foi usado como base para a Research Unix: oitava edição. Isto continuou em versões posteriores, como a 9ª Edição, que incorporou código fonte e melhorias do BSD 4.3. O resultado foi que essas versões posteriores do Research Unix estavam mais próximas do BSD do que do System V. Em uma publicação da Usenet em 2000, Dennis Ritchie descreveu esta relação entre BSD Unix e Pesquisa:
Citação: A pesquisa do Unix oitava edição, começou a partir do (eu acho) BSD 4.1c, mas com enormes quantidades extraídas e substituídas pelo nosso próprio material. Isto continuou com as versões 9 e 10. O conjunto de comandos do usuário comum, eram, eu acho, um pouco mais BSD com sabor de SysVish, mas foi bastante eclético.

## Relacionamento com o System V
Eric S. Raymond resumiu a relação de longa data entre o System V e o BSD, afirmando: "A divisão era aproximadamente entre cabelos longos e curtos; programadores e pessoal técnico tendem a se alinhar com a Berkeley e o BSD, tipos mais orientados para o negócio, com a AT&T e o System V."
Em 1989, David A. Curry escreveu sobre as diferenças entre BSD e System V. Ele caracterizou o segundo como sendo frequentemente considerado como o "Unix padrão." No entanto, ele descreveu como os BSD's sendo mais populares entre os centros de computação de universidades e do governo, devido às suas características avançadas e desempenho:
Citação: A maioria dos centros de computadores da universidade e do governo que usam UNIX usam Berkeley UNIX, em vez do System V. Há várias razões para isso, mas talvez as duas mais importantes são que o Berkeley UNIX fornece recursos de rede que, até recentemente (versão 3.0) estavam completamente indisponíveis no System V, e também que o Berkeley UNIX é muito mais adequado para um ambiente de pesquisa, o que requer um sistema mais rápido de arquivos, melhor manuseio de memória virtual, e uma maior variedade de linguagens de programação.

## Tecnologia

### Soquetes Berkeley

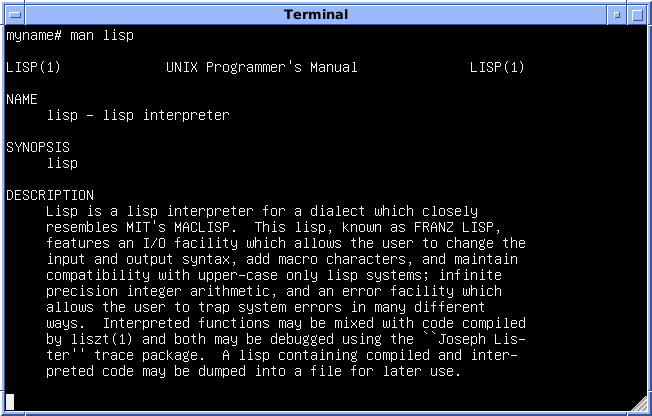
BSD 4.3 da University of Wisconsin. Exibindo a man page para Franz Lisp.

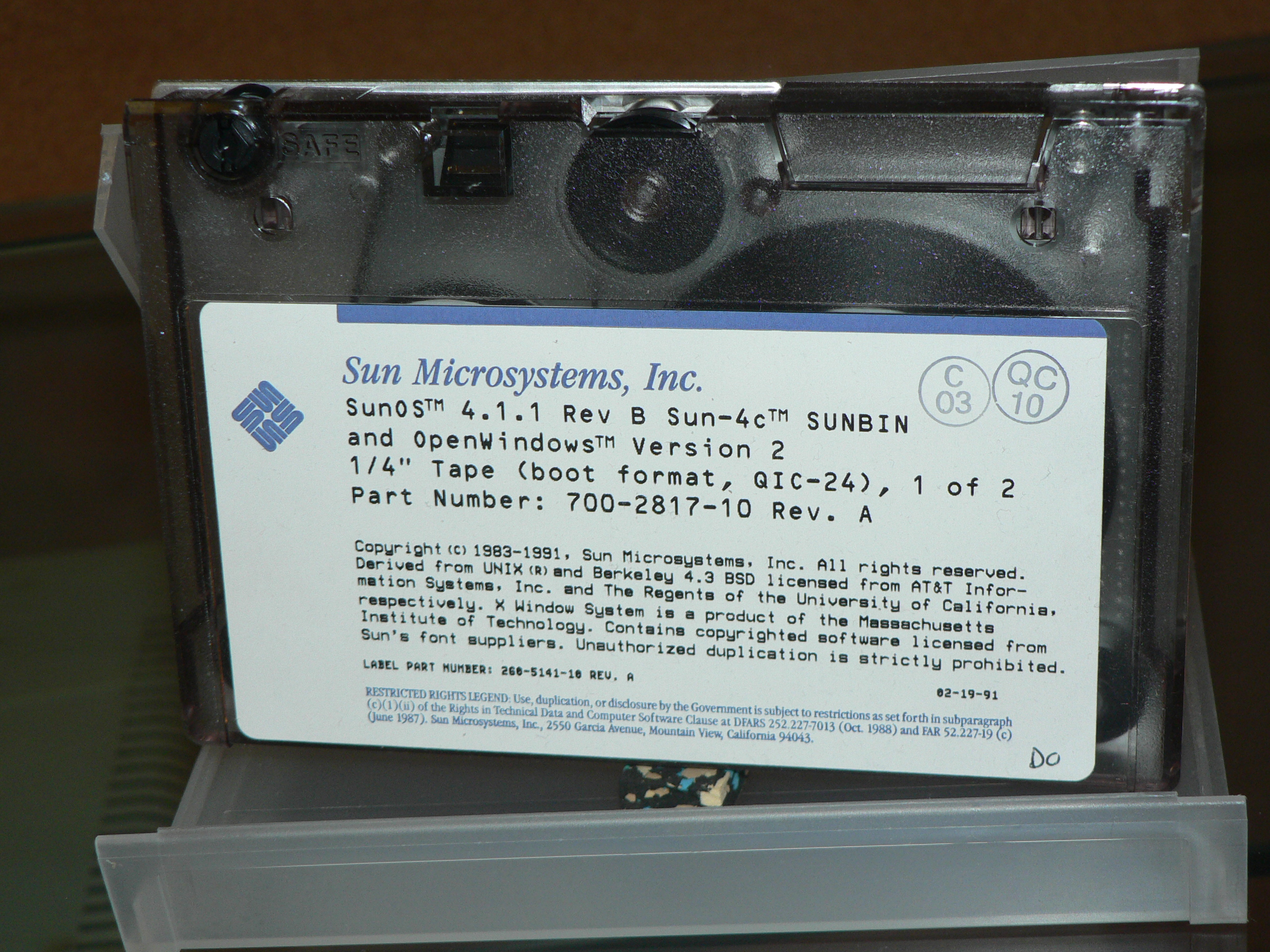
Fita para o SunOS 4.1.1, um derivado do BSD 4.3.

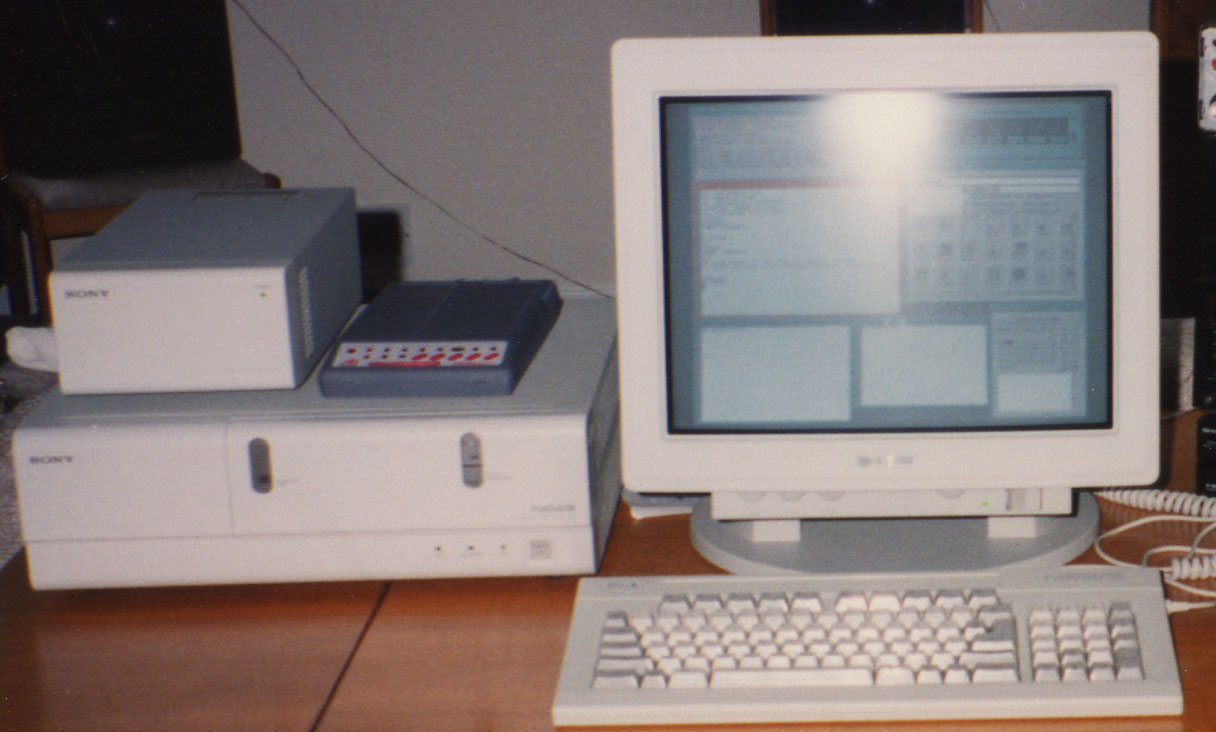
Uma estação de trabalho Sony NEWS rodando o NEWS-OS um sistema operacional BSD-based.

O Unix de Berkeley foi o primeiro Unix a incluir bibliotecas que suportam as pilhas de protocolos da internet: Soquetes Berkeley. A implementação Unix do antecessor do IP, o NCP da ARPAnet, com os clientes FTP e Telnet, tinham sido produzidos na Universidade de Illinois em 1975, e estavam disponíveis em Berkeley. Entretanto, a escassez de memória no PDP-11 forçou um projeto complicado e problemas de performance.
Ao integrar soquetes com o descritor de arquivo do sistema operacional Unix, tornou-se quase tão fácil de ler e gravar dados em toda a rede como o fôra para acessar um disco. O laboratório AT&T finalmente lançou sua própria biblioteca de stream, que incorporou grande parte da mesma funcionalidade em uma pilha de software com uma arquitetura diferente, mas a ampla distribuição da biblioteca de sockets existente reduziu o impacto da nova API. Foram usadas as primeiras versões do BSD para formar o SunOS da Sun Microsystems, fundando a primeira onda de estações de trabalho UNIX populares.

### Compatibilidade Binária
Sistemas operacionais BSD podem executar software nativo de muitos outros sistemas operacionais na mesma arquitetura, usando uma camada de compatibilidade binária. Muito mais simples e rápido que emulação, o que permite, por exemplo, aplicações previstas para Linux serem executadas em velocidade efetivamente completa. Isso faz com que os BSDs não só sejam adequados para ambientes de servidores, mas também para as estações de trabalho, dada a crescente disponibilidade de software comercial ou de código fechado apenas para Linux. Isto também permite que os administradores migrem para aplicações comerciais normais, o que pode ter apenas variantes comerciais do Unix suportadas, para um sistema operacional mais moderno, mantendo a funcionalidade de tais aplicações até que eles possam ser substituídos por uma alternativa melhor.

### Adesão Padrão
As variantes dos sistemas operacionais BSD atuais suportam muitos dos padrões: IEEE, ANSI, ISO e POSIX, enquanto retém a maior parte do comportamento BSD tradicional. Como o Unix AT&T, o kernel BSD é um monolítico, o que significa que os drivers de dispositivos rodam no modo privilegiado, como parte do núcleo do sistema operacional.

## Descendentes de BSD Significantes

Gráfico de barras Exibindo a proporção de usuários de cada variante do BSD a partir de uma pesquisa de uso em 2005. A Cada participante foi permitido indicar múltiplas variantes de BSD.

O BSD tem sido a base de um grande número de sistemas operacionais. O mais notável entre estes hoje são talvez os principais de código aberto: FreeBSD, NetBSD e OpenBSD, que são todos derivados do 386BSD e do BSD 4.4 - Lite por várias vias. Ambos NetBSD e FreeBSD começaram a existir em 1993, inicialmente derivados do 386BSD, mas em 1994 migraram para uma base de código BSD 4.4-Lite. O OpenBSD foi um fork em 1995 a partir do NetBSD. Os três descendentes mais notáveis na atual utilização, às vezes conhecidos como Os BSDs - têm gerado uma série de descendentes, incluindo: DragonFly BSD, FreeSBIE, Miros BSD, DesktopBSD, PC-BSD e mais recentemente o GhostBSD. Eles são direcionados para uma variedade de sistemas para fins diferentes e são comuns em instalações governamentais, universidades e em uso comercial. Um número de sistemas operacionais comerciais também estão parcial ou totalmente baseados em BSD ou nos seus descendentes, incluindo: SunOS e o Mac OS X.
A maioria dos atuais sistemas operacionais BSD são código aberto e disponíveis para download gratuitamente sob a Licença BSD, a exceção mais notável é o Mac OS X. Eles também usam geralmente um kernel monolítico, além do Mac OS X e DragonFly BSD que apresentam kernel híbrido. Os vários projetos de código aberto BSD, geralmente desenvolvem programas e bibliotecas em conjunto e um kernel com espaço do usuário , além do código-fonte ser gerenciado através de um único repositório de origem central.
No passado, BSD também foi usado como base para várias versões proprietárias do Unix, como o: SunOS, Sequent, Dynix, NeXT, NeXTSTEP, DEC, Ultrix e OSF/1 AXP agora conhecido como Tru64 UNIX. Partes do software da NeXT se tornaram a base para o Mac OS X, entre as variantes BSD mais bem sucedidas comercialmente no mercado em geral.
Uma seleção de versões significantes do Unix e Unix-like que descendem do BSD, incluem:
- FreeBSD, um sistema operacional de propósito geral e de código aberto.
  - NeXT NEXTSTEP e OpenStep, baseados no Mach kernel e no 4BSD; o ancestral do Mac OS X
    - Darwin da Apple, o núcleo do OS X e iOS; construído no XNU kernel (parte de Mach, parte de FreeBSD, parte de código derivado da Apple) e um espaço do usuário que vem do FreeBSD.

  - PC-BSD, GhostBSD e DesktopBSD, distribuições de FreeBSD com ênfase em facilidade de uso e interfaces amigáveis para usuários de desktop/notebooks.
  - MidnightBSD, outro fork do FreeBSD.
  - DragonFly BSD, um fork do FreeBSD que segue um projeto alternativo, particularmente relacionado ao SMP.
  - NextBSD, nova distribuição BSD derivada do FreeBSD 10.1 e vários componentes OS X.
  - FreeNAS um livre servidor de armazenamento anexado à rede, baseado em uma versão mínima do BSD.
  - NAS4Free fork do FreeNAS na versão 0.7, com servidor de armazenamento anexado à rede.
  - Nokia IPSO SO baseado em FreeBSD e usado em dispositivos embarcados da Nokia.
  - O SO para o Netflix Open Connect Appliance.[24]
  - Junos, o SO para o Juniper routers, uma versão customizada de FreeBSD e uma variedade de outros sistemas operacionais embarcados.
  - Isilon Systems' OneFS, o SO usado no Isilon IQ-series com sistemas de armazenamento em clusters, é uma forte versão customizada do FreeBSD.
  - NetApp's Data ONTAP, o SO para NetApp, é uma versão customizada do FreeBSD com a arquitetura ONTAP construída em cima.
  - m0n0wall, uma distribuição FreeBSD voltada para o uso como um firewall.
  - Pfsense firewall e roteador aberto.
  - OPNsense – firewall e roteador completo,[25] sucessor do M0n0wall.[26][27] e fork do pfSense[28]
  - Coyote Point Systems EQ/OS, um runtime para servidores de alta performance load balancing.
- NetBSD, um BSD de código aberto focado em um projeto limpo e portável.
  - OpenBSD, um 1995 fork do NetBSD, focado na segurança.
    - MirOS BSD, um fork do OpenBSD características adicionais como localizações europeias.
    - ekkoBSD, um descontinuado fork de OpenBSD, agora parcialmente mesclado com o MirOS.
    - MicroBSD, um SO baseado no OpenBSD com um requisito pequeno de memória.

  - Force10 FTOS, o sistema operacional para Force 10 e switches de redes de data centers Dell.
    - Dell DNOS versão 9 e acima, o sucessor para FTOS.
- TrustedBSD
- F5 Networks, F5 BIGIP Appliances usa um SO BSD como o sistema operacional de gerenciamento até a versão 9.0 lançada, que é construída em cima do Linux.
- DEC's Ultrix, a versão oficial do Unix para PDP-11, VAX, e sistemas DECstation.
- Sony NEWS-OS, um OS BSD-based para estações de trabalho de engenharia de rede.
- OSF/1, um microkernel-based Unix desenvolvido pelo Open Software Foundation, incorporando o Mach kernel e partes do BSD 4.
  - Tru64 UNIX (formerly DEC OSF/1 AXP or Digital UNIX), the port of OSF/1 for DEC Alpha-based systems from DEC, Compaq and HP.
- Versões pré-5.0 do Sun Microsystems SunOS, uma versão aprimorada do BSD 4 para a SUN Motorola 68k-based Sun-2 e sistemas Sun-3, SPARC-based systems, e x86-based e sistemas Sun386i (SunOS 5.0 e posteriores versões são o System V Release 4-based)
- 386BSD, o primeiro BSD de código aberto e o ancestral da maioria dos BSDs atuais
- DEMOS, um clone russo do BSD
- BSD/OS, um (agora enterrado) BSD proprietário para PCs
- RetroBSD, um fork do BSD 2.11 designado para rodar em microcontroladores como o PIC32